# Barclays Arena
La Barclays Arena est une salle omnisports située à Hambourg en Allemagne. La salle est principalement utilisée pour les rencontres de hockey sur glace, de handball et les concerts.
Depuis 2002, c'est le domicile des Hamburg Freezers du Championnat d'Allemagne de hockey sur glace et parfois du HSV Hambourg du Championnat d'Allemagne de handball. La Barclaycard Arena a une capacité de 12 947 places pour le hockey sur glace, 13 800 pour le handball et plus de 16 000 pour les concerts. Elle dispose de 79 loges luxueuses et 3 loges de groupes.

## Histoire
Le 13 juin 2001, le maire Ortwin Runde, le Dr Thomas Mirow, et l'investisseur finlandais Harry Harkimo posent la première pierre et inaugurent ainsi le commencement des travaux.
Le 8 novembre, la nouvelle arène de Hambourg reçoit son nouveau nom et devient la Color Line Arena. Un an plus tard, le bâtiment ouvrait ses portes au public.
Le 13 avril 2010 elle change de nom et s'appelle la O2 World Hambourg.

## Événements
- Concert de The Cure pour l'inauguration, 9 novembre 2002
- Concert de Christina Aguilera (Stripped World Tour), 22 septembre 2003
- Concerts des Destiny's Child (Destiny Fulfilled ... And Lovin' It), 19 mai 2005
- Concert de Christina Aguilera (Back to Basics World Tour), 11 décembre 2006
- Championnat du monde de handball masculin 2007
- Concert de Justin Timberlake (The FutureSex/LoveShow), 9 juin 2007
- Concert de Céline Dion (Taking Chances World Tour), 20 juin 2008
- Concert de Tina Turner (Tina: Live in Concert Tour), 30, 31 janvier et 3 février 2009
- Concert de Paul McCartney (Good Evenin Hamburg), 2 décembre 2009
- Concert d'Alicia Keys (Freedom Tour), 12 mai 2010
- Concert de Rihanna (The Loud Tour), 4 décembre 2011
- Concert de Iron Maiden (The Final Frontier World Tour), 2 juin 2011
- Concert de Deep Purple, 24 novembre 2012
- Concert d'Alicia Keys (Set the World on Fire Tour), 10 juin 2013
- Concert de Iron Maiden (Maiden England Tour), 19 juin 2013
- Concert de Jay-Z (Magna Carter World Tour), 27 octobre 2013
- Concert de Justin Timberlake (The 20/20 Experience World Tour), 4 mai 2014
- Concert de Scooter (Can't Stop The Hardcore Tour 2016), 5 mars 2016
- Concert de 5 Seconds Of Summer (Sounds Live Feels Live), 26 mai 2016
  - Finales des championnats d'Europe de League of Legends 2017.
- Concert de Bruno Mars (The 24K Magic World Tour), 17 mai 2017
- * Concert de TINI Got Me Started Tour
- Concerts de Lady Gaga : Artrave: The Artpop Ball le 3 octobre 2014 puis récemment Joanne World Tour le 24 janvier 2018
- Concert de Shakira : El Dorado World Tour le 3 juin 2018
- Concerts de Justin Timberlake (Man of the Woods Tour), 8 et 9 août 2018
- Concert de Olivia Rodrigo : Guts World Tour le 4 Juin 2024
- Concert de Justin Timberlake (The Forget Tomorrow World Tour), le 4 septembre 2024

## Galerie

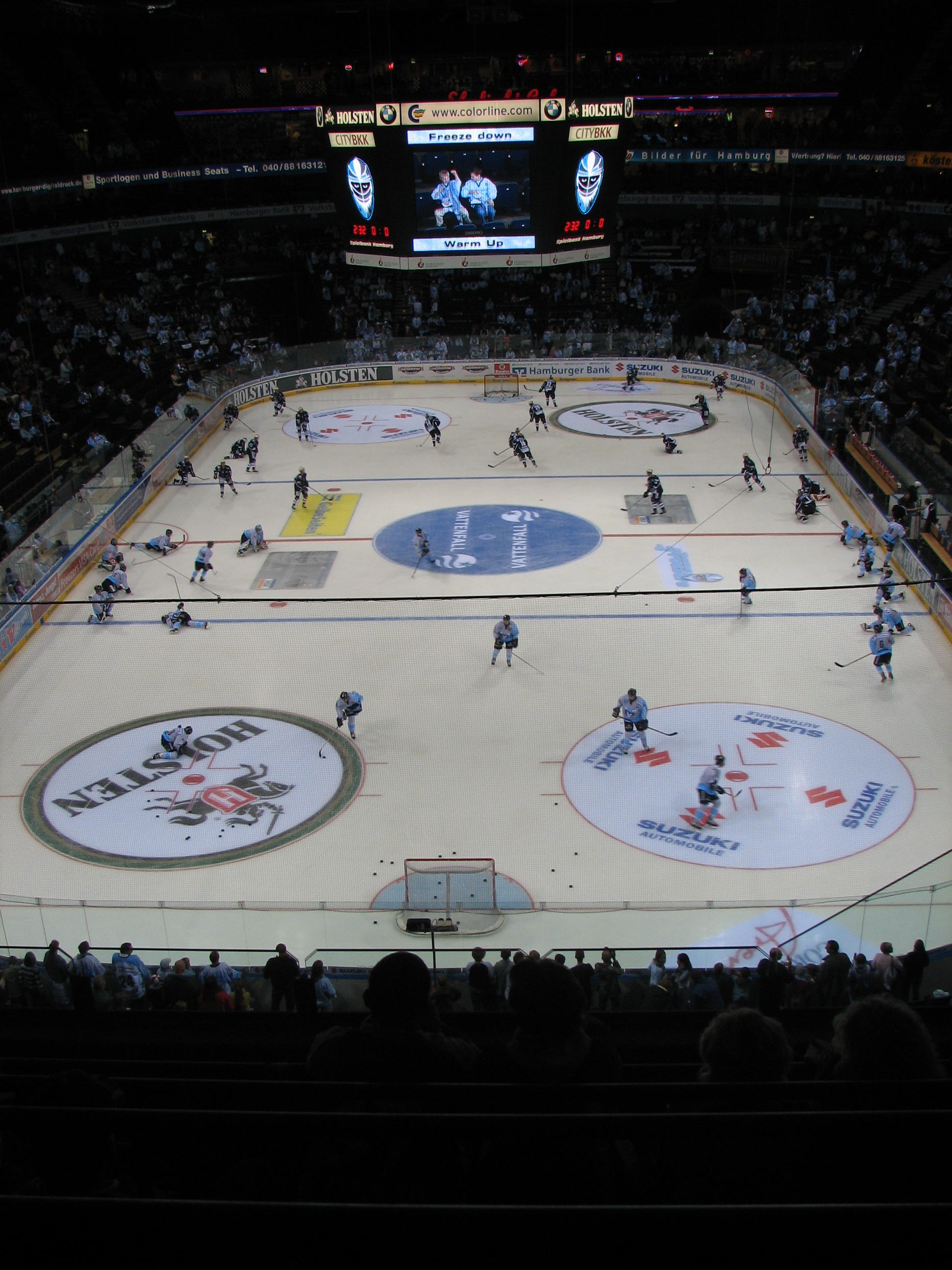
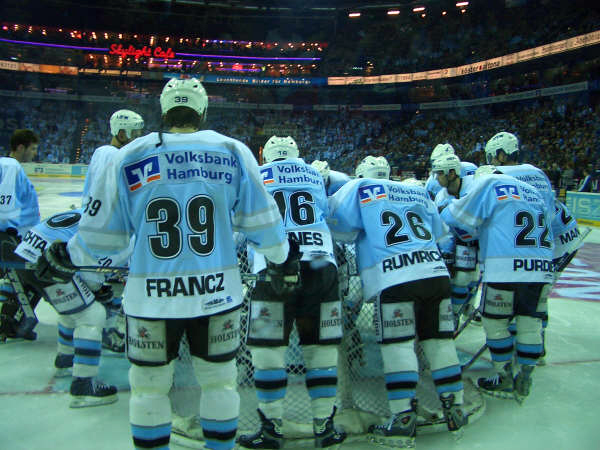